# 忘尽心中情
《忘尽心中情》为1982年香港無綫電視劇集《苏乞兒》的主題曲，由顧嘉煇負責作、編曲，黃霑填詞、叶振棠主唱。首次收錄的專輯是葉振棠同年發行的《忘盡心中情》。

## 樂曲特徵
旋律以F小調寫成，4/4節拍。
主歌屬中國五聲音階，慢速抒情風格，副歌則轉為西方七聲音階，並表現出強勁動感的節奏，形成對比。
編曲方面，洞簫和揚琴是較突出的樂器。

## 評價

### 主創人員
黃霑曾說歌詞表面上是寫劇中主角蘇乞兒，其實是寫他自己，如其人生態度，又如「未記起從前名字」就是說除了老相識基本沒有人知道他本名叫黃湛森。
這也是顾嘉煇一生中最愛的作品，他說：「因為一開始的部分全部都是以五聲音階進行，很中國化，再配上西方和聲，感覺很新鮮」。
葉振棠認為此曲能夠深入民心，第一是顧嘉煇了解歌手的特質，選對了擅長演繹傷感曲風的他；第二是曲作者和歌手都相當了解歌曲背景，即劇情和人物性格。

### 評論人
詞評人黃志華認為詞中主角強作瀟灑，歌詞處處隱含言外之意，須聽眾細心解讀，如「得失唯我事」就反映他「表層是不介意別人如何看他的得失，內層是依然沒法忘記俗世上的得得失失，只不過是自以為僅有自己可管，而且可以忘掉不管」；又說此詞雖然為黃霑慣用的平行式結構，卻無其慣有的毛病：詞意凝滯，層次不分明，如「讓美酒洗清前事」和「未記起從前名字」兩句就有心境上的微妙差別。詞評人朱耀偉亦認為此詞「沒有刻意販賣廉價的情感，將愛恨矛盾的張力收於字裡行間……言盡意無窮」
樂評人游威：「很悲情，很有張力，編曲起伏跌宕。」

## 其他
黃霑曾表示「四海家鄉是……任腳走尺軀隨遇」化用了其大學老師饒宗頤悼念畫家丁衍庸的詩句「故鄉隨腳是，足到便為家」。然而最早的來源或為宋代范成大的《戲答澹菴小偈》：「故鄉隨腳是，流浪不知休」。

## 香港派台成績
| 派台成績   | 派台成績   | 派台成績 | 派台成績     | 派台成績 | 派台成績 | 派台成績 |
| ---------- | ---------- | -------- | ------------ | -------- | -------- | -------- |
| 唱片       | 歌曲       | 903      | RTHK         | 997      | TVB      |          |
| 1982年     |            |          |              |          |          |          |
| 忘盡心中情 | 忘盡心中情 |          | (1) 兩週冠軍 |          |          |          |

## 獎項
- 1982年：十大中文金曲頒獎音樂會－十大中文金曲、最佳中文(流行)歌曲獎（顧嘉煇）[13]
- 2017年：香港電台「摯愛20真經典」票選活動－華語金曲十大[14]

## 翻唱及衍生曲
1983年2月12日，歌手關正傑曾在香港商業二台節目《除夕龍鳳配·亂點鴛鴦譜》中翻唱本曲。
1983年台灣電視劇《後街》的片尾曲，並更名為《忘情天涯》，由陳志遠編曲、娃娃陳玉貞填詞，收錄於翻唱者費玉清同年的專輯《長江水》內 。
2016年，香港立法會主席曾鈺成及工聯會陳婉嫻把此曲改編為惡搞性質的二次創作。
2022年10月16日，在無綫電視為該台55周年台慶而製作的音樂暨綜藝節目《我們的主題曲》中，第二集以英雄劇為主題，該集內容包括由葉振棠及歌手冼靖峰合唱由Johnny Yim重新編曲的版本，並收錄於《「經典‧傳承」無綫電視55周年大碟》中。